# Oratorio di San Michele (Costozza)
L'oratorio di San Michele è un oratorio che sorge all'esterno del parco di villa Trento Carli, di cui fa parte; è dedicato a san Michele arcangelo, anche se nessuna immagine di questo santo è rappresentata né all'interno né all'esterno. Era già costruito nella prima metà del Quattrocento, come risulta da alcuni documenti; verso la metà del XV secolo fu completamente rinnovato dalla famiglia Morlini Trento.

## Descrizione

### Esterno
L'edificio è a pianta rettangolare, con due porte, una sulla facciata e l'altra sul fianco meridionale, architravate e sormontate da una lunetta a tutto sesto. La facciata è segnata da lesene con capitelli corinzi e stemmi gentilizi che racchiudono un rosone; una fila di archetti pensili, in stile gotico come le finestre, corre tutt'intorno al sottotetto. Sul retro si eleva un pregevole campanile a torre, sormontato da un tamburo ottagonale che sorregge un cupolino.

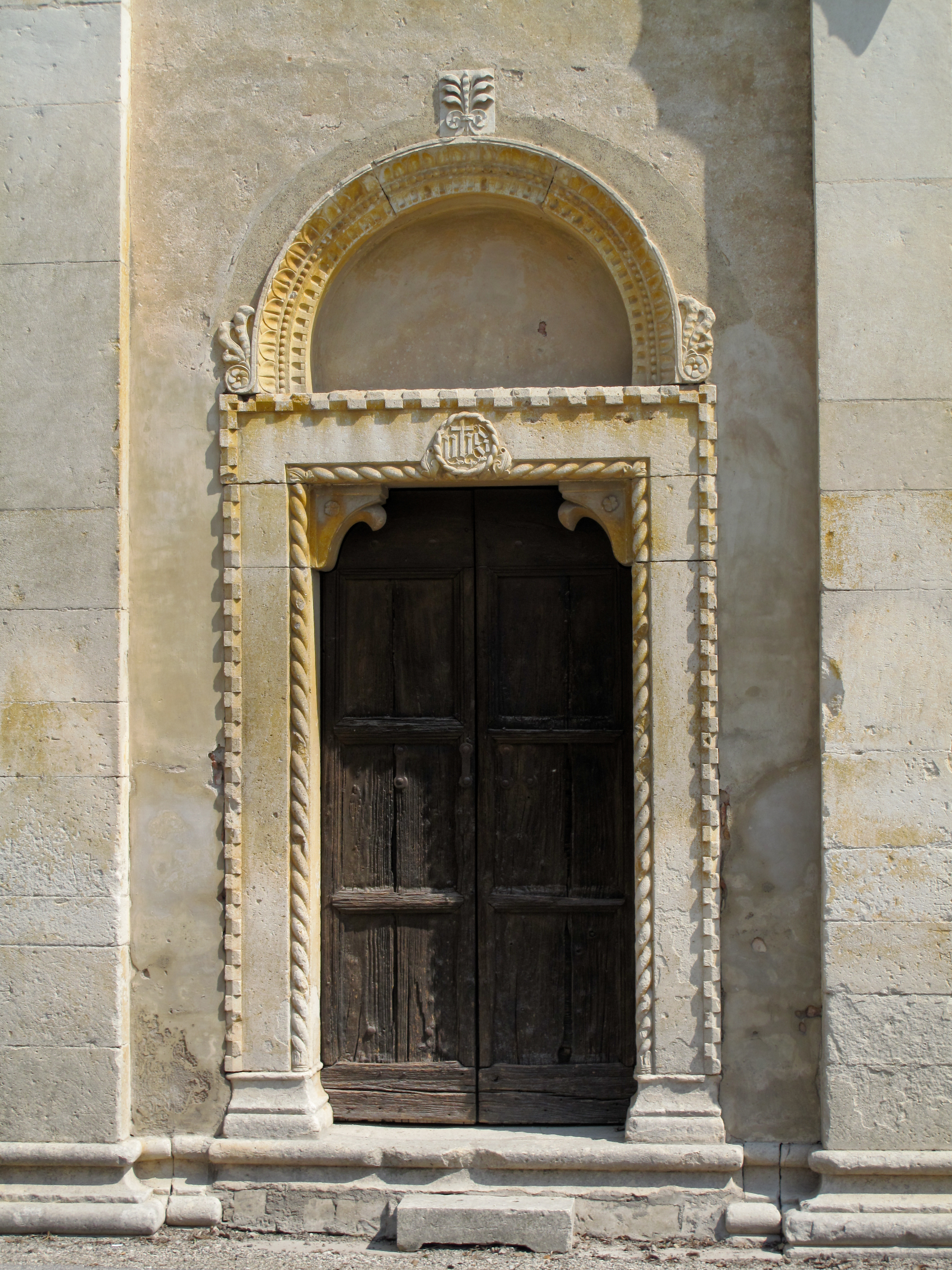
Portale laterale

### Interno
L'interno, impoverito nel tempo, conserva nel sottotetto una decorazione a formelle originali a dipinti floreali, sostenuta da una travatura scoperta leggermente dipinta. Il presbiterio è delimitato da una balaustra in stile rinascimentale, a colonne tortili alternate ad altre quadre, su cui è raffigurato lo stemma gentilizio dei Trento. A destra dell'entrata una bella acquasantiera in pietra, anch'essa rinascimentale. Sull'altare è posta una pala di Giulio Carpioni, raffigurante Gesù bambino che appare a sant'Antonio di Padova; in basso è dipinto il donatore, forse Giacomo Morlini Trento. Sul lato destro è stato edificato nel Novecento un altare dedicato a san Giovanni Calabria, la cui opera si realizzò in parte a Costozza.